# شاندلير وليامز
شاندلير وليامز (بالإنجليزية: Chandler Williams)‏ هو لاعب كرة قدم أمريكية أمريكي، ولد في 9 أغسطس 1985 في ميامي في الولايات المتحدة، وتوفي بنفس المكان في 5 يناير 2013.

## وصلات خارجية
- شاندلير وليامز على موقع مرجع كرة القدم المحترفة.كوم (الإنجليزية)